# Wedelia stirlingii
Wedelia stirlingii là một loài thực vật có hoa trong họ Cúc. Loài này được Tate miêu tả khoa học đầu tiên.